# Henry Simon (homme politique)
20 mai 1874
Pour les articles homonymes, voir Simon et Henry Simon.
Ne doit pas être confondu avec Henri Simon (homme politique suisse).
Henry Simon, né le 20 mai 1874 à Labruguière (Tarn) et mort le 2 décembre 1926 à Paris, est un homme politique et industriel français.

## Biographie
Industriel, il est aussi investi en politique, notamment Ministre de 1917 à 1920, élu Député du Tarn de 1910 à 1926 (siégeant à l'Assemblée nationale au centre-gauche, avec le parti radical). Il fut aussi Président du Conseil Général (conseil départemental) du Tarn, et Conseiller Général (conseiller départemental) du canton de Labruguière.

## Mandats
- Ministre des Colonies du 16 novembre 1917 au 19 janvier 1920 dans le Gouvernement Georges Clemenceau (2)
- Député du Tarn de 1910 à 1926

## Sources
- « Henry Simon (homme politique) », dans le Dictionnaire des parlementaires français (1889-1940), sous la direction de Jean Jolly, PUF, 1960 [détail de l’édition]